# Michail Vroebel

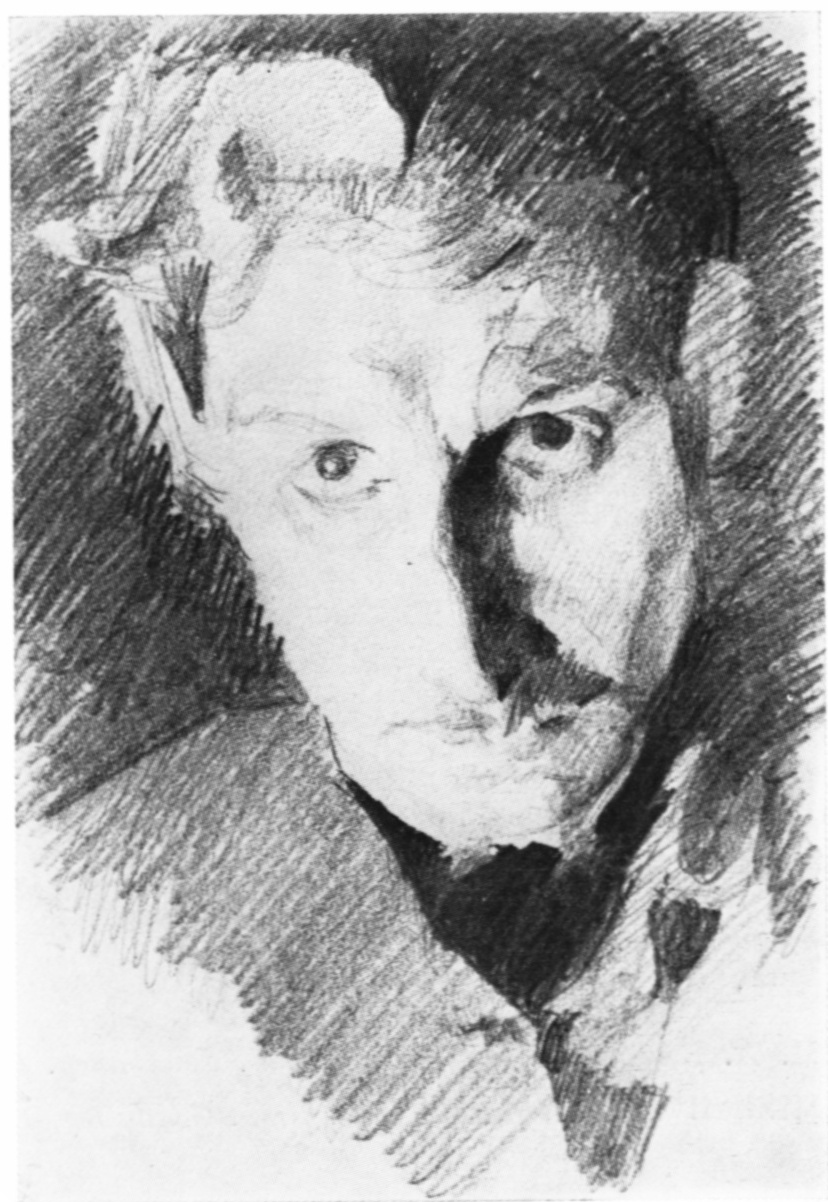
Zelfportret, 1885, Nationaal Kunstmuseum van Oekraïne, Kyiv

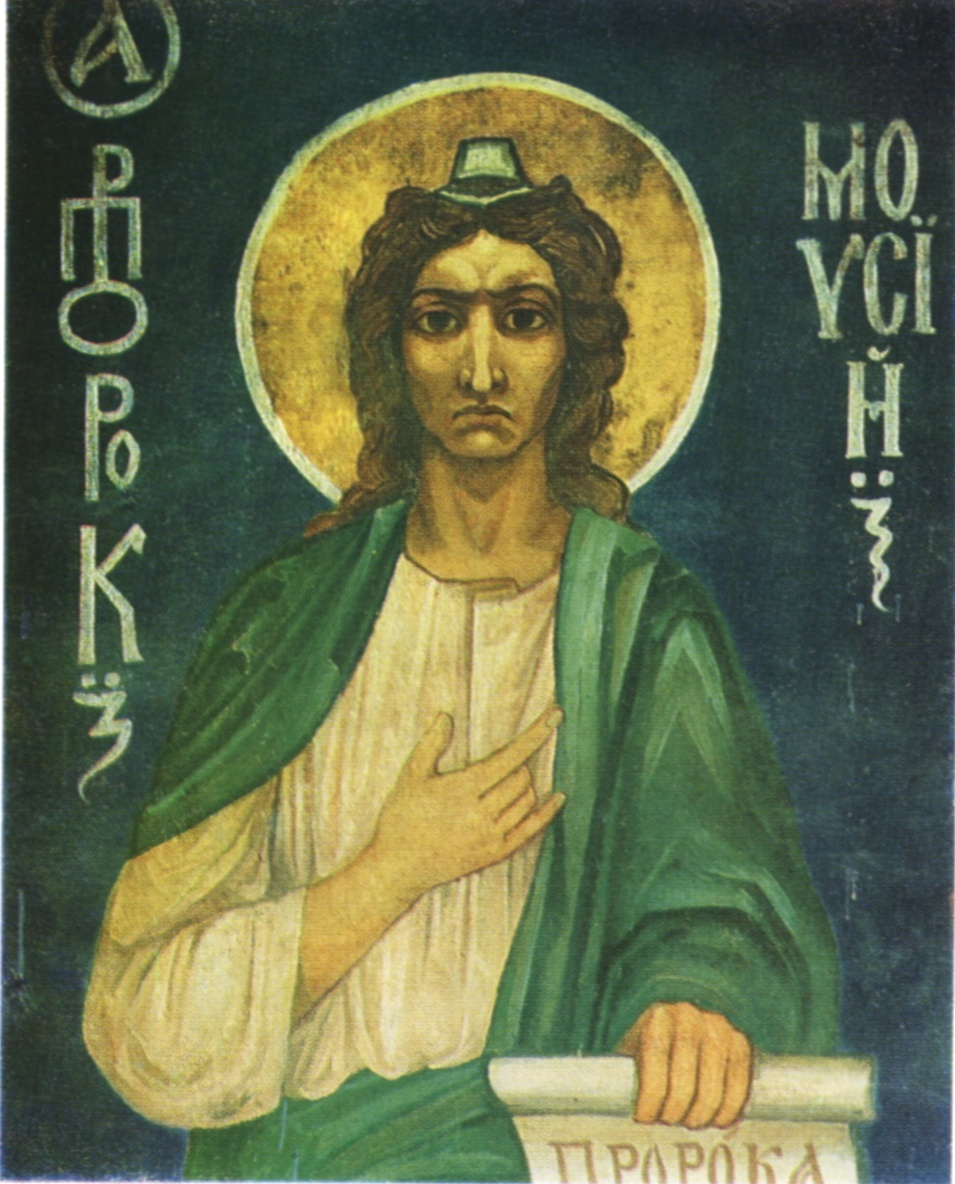
Mozes, 1886, fresco in de Sint-Cyrilluskathedraal in Kyiv

Michail Aleksandrovitsj Vroebel (Russisch: Михаил Александрович Врубель) (Omsk, 5/17 maart 1856 - Sint-Petersburg, 1/14 april 1910) was een Russisch kunstschilder en beeldhouwer, gerekend tot de stroming van het Russisch symbolisme. Ook maakte hij keramiek en ontwierp hij voor toneel.

## Leven en werk
Vroebel was de zoon van een advocaat en officier van het Russische leger. Als kind volgde hij les aan de tekenschool van de Vereniging ter Bevordering van de Kunsten in Sint-Petersburg. Vanaf 1874 studeerde hij aan de rechtenfaculteit van de Universiteit van Sint-Petersburg om af te studeren in 1879. Het jaar daarop ging hij studeren aan de Keizerlijke Academie van Schone Kunsten, waar hij les volgde bij P. Tsjitsjakov. In 1884 kreeg hij de opdracht om de Sint-Cyrilluskathedraal in Kyiv te voorzien van fresco's ter vervanging van de 12e-eeuwse fresco's. Hiervoor ging Vroebel naar Venetië om middeleeuwse religieuze kunst te bestuderen.
In 1886 keerde Vroebel terug naar Kyiv, waar hij ook aan de Sint-Volodymyrkathedraal werkte, samen met Viktor Vasnetsov. In deze periode begon Vroebel ook te werken aan een serie schetsen en aquarellen ter illustratie van het episch gedicht Demon van Michail Lermontov.
In 1889 verhuisde Vroebel naar Moskou. Op het landgoed Abramtsevo werkte hij in het keramiekatelier van de kunstenaarskolonie; vooral met keramiek, majolica en glas. Hij ontwierp o.a. de keramiektegels van de kachels in het hoofdgebouw aldaar.
Bovendien maakte hij ook decorontwerpen en kostuums. Het schilderij van de Demon gezeten in een tuin (1890) werd met gemengde gevoelens ontvangen. Sommige critici vonden het maar niets, anderen waren er lyrisch over. Met dit schilderij vestigde Vroebel definitief zijn naam. 
Vroebel was lid van de Vereniging van Moskouse Kunstenaars (1895-1909), van Mir Iskoesstva (Kunstwereld, 1900-1903) en van de Unie van Russische Schilders (1903), waarvan hij medeoprichter was. Hij nam deel aan de tentoonstellingen De Rode Roos (Saratov, 1904) en de Tentoonstelling van Russische Kunst (Parijs en Berlijn, 1906). 
In 1896 werd hij verliefd op de operazangeres Nadjezjda Zabela, met wie hij een half jaar later trouwde. Vroebel ontwierp kostuums voor zijn vrouw, die rollen speelde in Sneeuwmeisje en Het sprookje van tsaar Saltan (als de Zwanenprinses). Ook maakte hij schilderijen die door deze werken geïnspireerd waren. 
Vroebel keerde in 1901 terug naar het thema van de demon. Nadat hij een tijd aan het gezicht van een demon had zitten werken om de onderliggende spirituele boodschap over te brengen op het publiek, stortte Vroebel in. Hij moest opgenomen worden in een kliniek. Daar maakte hij nog enkele werken. Van 1904 tot zijn dood woonde hij weer in Sint-Petersburg. In 1906 was hij bijna blind geworden en moest hij overmand door zijn geestesziekte het schilderen opgeven.

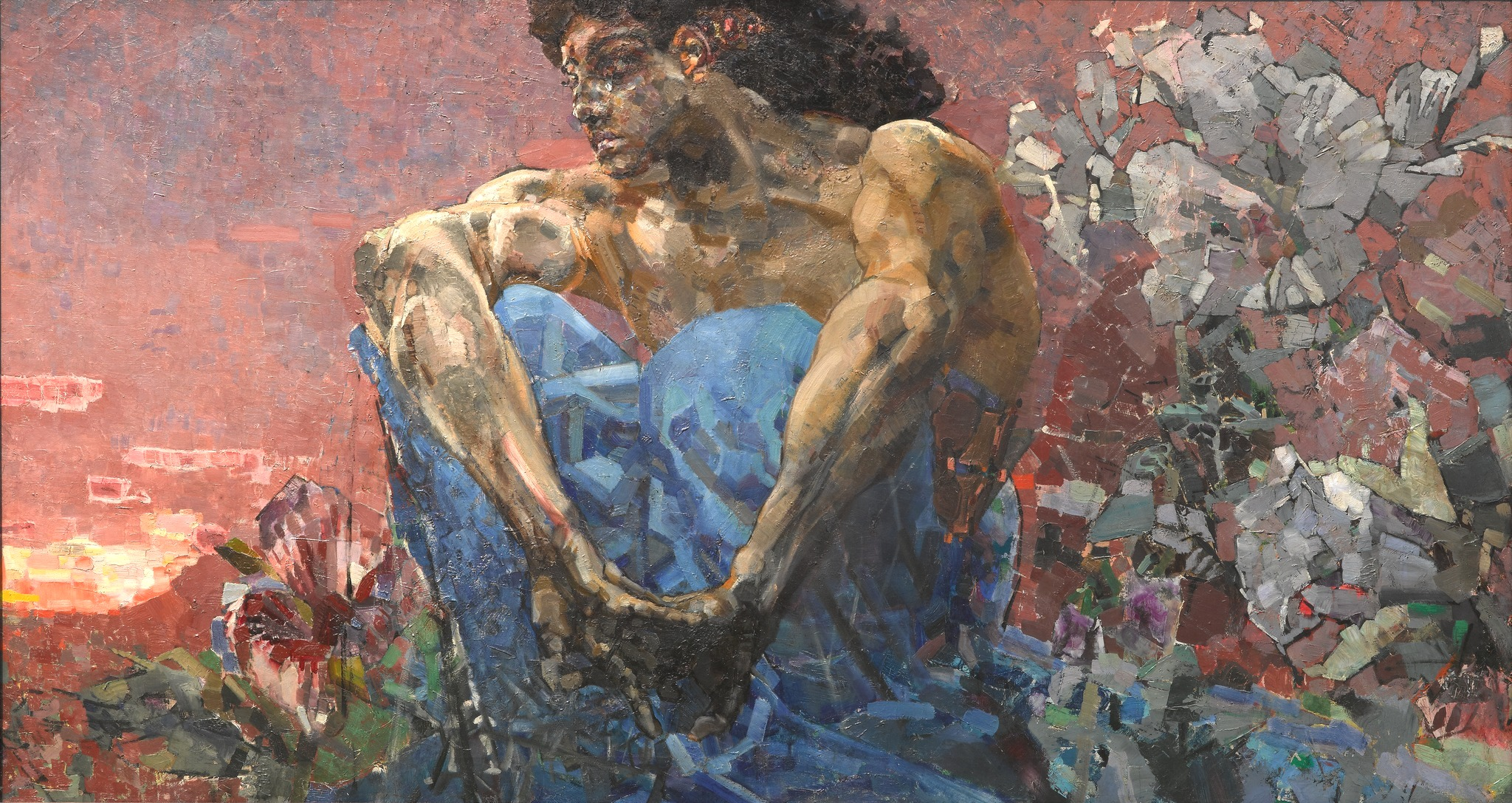
Demon gezeten in een tuin, 1890, Tretjakovgalerij, Moskou

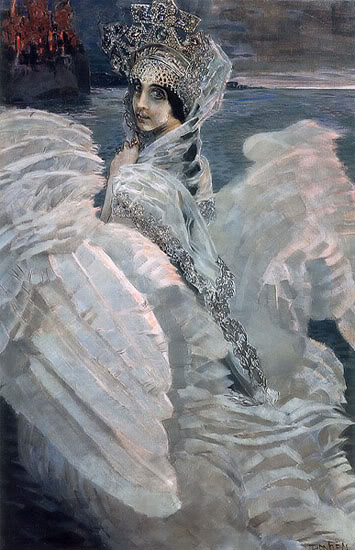
De Zwanenprinses, 1900, Tretjakovgalerij, Moskou